# オクトーバー・ファクション
『オクトーバー・ファクション』（原題: October Faction）は、2020年に配信されたアメリカ合衆国のテレビドラマシリーズ。凶暴なモンスターと闘うアレン一家を描くファンタジー・ホラー。同名コミックを原作に、ダミアン・キンドラーが企画・制作、タマラ・テイラー、J・C・マッケンジーらが出演した。2020年1月23日にNetflixオリジナル作品として全世界へ配信され、第1シーズン限りで打ち切りとなった。

## あらすじ
アレン家の父フレッドと母デロリスはプレシディオという組織のメンバーで密かにモンスター狩りをしている。双子の高校生ジェフとビブはそのことを知らなかったが、自分たちの不思議なパワーに気付き始めている。

## キャスト

### メイン
デロリス・アレン
演 - タマラ・テイラー、吹替 - 高乃麗
フレッド・アレン
演 - J・C・マッケンジー、吹替 - 森田順平
ビブ・アレン
演 - オーロラ・バーグハート、吹替 - 志田有彩
ジェフ・アレン
演 - ゲイブリエル・ダーク、吹替 - 手塚ヒロミチ
アリス
演 - マキシム・ロイ、吹替 - 西川侑津佳
サミュエル
演 - スティーヴン・マクハティ
マギー
演 - ウェンディ・クルーソン
イーディス・モアランド
演 - ミーガン・フォローズ、吹替 - 寺依沙織

### リカーリング
Cathy MacDonald
演 - アンウェン・オドリスコル、吹替 - 多田このみ
ジーナ・フェルナンデス
演 - ニコラ・コレイア＝ダミュード、吹替 - 小林さとみ
Madison St. Claire
演 -  サラ・ウェイスグラス、吹替 - 宇田川紫衣那
Phillip Mishra
演 -  プラニート・アキラ
ハンナ
演 - ミシェル・ノルデン
Moshe
演 - デイヨ・エイド
Woody Markham
演 - ロビン・ダン
サンドラ・クレア
演 - ジェニファー・バクスター、吹替 - きそひろこ
ロブ
演 - カーソン・マックコーマック、吹替 - 矢口雄
エイデン
演 - ミッキー・グエン、吹替 - 矢口雄

## エピソード
| 通算 話数 | タイトル                                             | 監督                 | 脚本                             | 公開日        |
| --------- | ---------------------------------------------------- | -------------------- | -------------------------------- | ------------- |
| 1         | "プレシディオ" "Presidio"                            | Director X           | Damian Kindler                   | 2020年1月23日 |
| 2         | "吸血鬼に故郷はない" "No Country for Old Vamps"      | Director X           | Mohamad El Masri                 | 2020年1月23日 |
| 3         | "つきまとう恐怖" "The Horror Out of Time"            | Damian Kindler       | George Strayton                  | 2020年1月23日 |
| 4         | "未来と過去の夜会" "Soirees of Future Past"          | Damian Kindler       | Keely MacDonald                  | 2020年1月23日 |
| 5         | "真実の先にあるもの" "Truth and Consequences"        | ミーガン・フォローズ | Melissa Blake                    | 2020年1月23日 |
| 6         | "両目をしっかり開いて" "Open Your Eyes"              | ミーガン・フォローズ | Christina Walker                 | 2020年1月23日 |
| 7         | "どん底" "Nadir"                                     | Mina Shum            | James Thorpe                     | 2020年1月23日 |
| 8         | "アリス" "Alice"                                     | Mina Shum            | Keely MacDonald Mohamad El Masri | 2020年1月23日 |
| 9         | "血の契り" "Bonds of Blood"                          | David Frazee         | Melissa Blake George Strayton    | 2020年1月23日 |
| 10        | "新オクトーバー・ファクション" "The October Faction" | David Frazee         | Damian Kindler James Thorpe      | 2020年1月23日 |

## 製作
2018年9月28日、Netflixが本作の製作を発表した。撮影は2018年9月から12月にかけてオンタリオ州ケンブリッジでロケが行われた。2020年3月30日、Netflixは本作の打ち切りを発表した。

## 評価

### 批評
本作は批評集積サイトのRotten Tomatoesに6件のレビューがあり、批評家支持率は33%、平均点は10点満点で5.5点となっている。